# Epístasi
L'epístasi és el terme que defineix la relació entre diferents gens de manera que l'acció d'un dels gens és canviada per la d'un altre gen o un nombre d'ells.
El gen del que s'està expressant el fenotip es diu gen epistàtic i el gen alterat o que no s'està expressant es diu hipostàtic.
Cal aclarir que l'epístasi es refereix concretament en la interacció entre diferents loci, no pas entre gens del mateix locus. En aquest segon cas, ens trobaríem davant del fenomen de la dominància.
L'epístasi i la interacció gènica són el mateix fenomen, però el terme epístasi és més utilitzat a la genètica de poblacions.